# Mauricio Souza Crespo
Mauricio Souza Crespo (Santa Cruz de la Sierra, Bolivia; 11 de diciembre de 1966) es un crítico, ensayista y editor boliviano.

## Vida académica
Mauricio Souza estudió Literatura en la Universidad Mayor de San Andrés de La Paz egresando en 1993. Dos años después, en 1995 hizo su maestría en Literatura Hispanoamericana. En 1998 obtiene el doctorado en Literatura Española e Hispanoamericana en la universidad Boston College de Estados Unidos con la tesis doctoral: “La política modernista de los sentidos: Dos aproximaciones a Ricardo Jaimes Freyre”.
Fue profesor de Literatura Latinoamericana en la universidad Saint Louis University, también en EE. UU., y actualmente es catedrático del pregrado y el posgrado de la carrera de Literatura de la Universidad Mayor de San Andrés. 
Es colaborador de varios medios de prensa desde hace más de 30 años y fue director editorial de la casa boliviana Plural editores entre 2009 y 2017. También fue director de la Revista Boliviana de Investigación / Bolivian Research Review que depende de la Asociación de Estudios Bolivianos, y es parte de una página web de crítica cinematográfica a cargo de él, Fernando Molina y Rodrigo Ayala. Es considerado uno de los "nombres  esenciales" de la crítica e investigación histórica del cine boliviano, junto a otros especialistas como el fallecido Luis Espinal.
Como editor, ha sido parte de la colección 15 Novelas Fundamentales editada por el Ministerio de Culturas del Estado Plurinacional de Bolivia (2012), de la obra completa de René Zavaleta Mercado (tres tomos, 2011-2015), de los ensayos escogidos de Luis H. Antezana (2011), del libro Cine boliviano: Historia, directores, películas (2014) y del libro de Emeterio Villamil de Rada titulado La lengua de Adán (2016). Igualmente, es miembro del comité editorial de la BibIioteca del Bicentenario de Bolivia.

## Obra
- Lugares Comunes del Modernismo. Aproximaciones a Ricardo Jaimes Freyre (2003)
- Poética y cuentos completos de Ricardo Jaimes Freyre (2005).[7]
- Ensayos 1957-1974 de René Zavaleta Mercado (2011)
- Obra completa de René Zavaleta Mercado (tres tomos 2011-2015)
- Ensayos escogidos: 1976-2010 de Luis H. Antezana (2011)
- 15 novelas fundamentales [15 tomos] (2012-2013)
- Ensayos 1975-1984 de René Zavaleta Mercado (2013)
- La lengua de Adán de Emeterio Villamil de Rada (2016)
- Después de Sanjines. Una década de cine boliviano (2009-2018) (2018)